# Rosy de Valenzuela
Rosa de Valenzuela González-Estrada, de nom artístic Rosy de Valenzuela, (Madrid, 1928) fou una soprano espanyola.

## Biografia
Rosa fou filla d'Enrique de Valenzuela i Urzaiz (Saragossa, 1893-?), comandant d'Artilleria i tinent coronel del Cos d'Enginyers de l'exèrcit espanyol, i de Trinidad González-Estrada Fernández. Va estudiar cant a Madrid amb Eladio Chao Sedano (1874-1951) i la seva esposa, Carlota Dahmen. Rosy va tenir un germà, Rafael.
Va actuar amb èxit de crítica als principals teatres del món en els anys quaranta i cinquanta, moltes vegades acompanyada al piano per qui seria el seu marit, José Cecilia Tordesillas (1922-2003), anomenat sovint José Tordesillas.
La primera aparició seva en hemeroteques data del 14 de desembre de 1941, arran d'un concert al Teatro María Guerrero de Madrid en homenatge a Wolfgang Amadeus Mozart, en el 150è aniversari de la seva mort. Van intervenir també Elsa del Campo, Elisa Puyal, Enrique de la Vara i José María Leguina, tots alumnes d'Eladio Chao. El maig de 1943 va participar al mateix teatre, al costat d'Elsa del Campo i de l'actor Guillermo Marín, en una comèdia musical amb música d'autors clàssics: Mozart, Jacques Offenbach i Carl Maria von Weber. La comèdia portava per títol La voz amada.
L'abril de 1944, Rosy i José Cecilia, que era deixeble del mestre Enrique Aroca Aguado (1896-1966), havien ofert un concert al Teatre de la Comedia de Madrid. Poc després, el 21 d'abril de 1944, van repetir concert a Bilbao. Mesos més tard, el 13 d'octubre de 1944, van participar junts en un altre concert, ofert per l'Associació Musical de Sant Sebastià. Més tard, el febrer de 1945, oferien a Saragossa un altre concert tots dos plegats, organitzat per la Societat Filharmònica de la ciutat. El crític de Ritmo va dir de l'actuació de Rosy que "poques vegades s'ha vist assolir un èxit tan rotund a una artista de lieder com aquest que ha tingut de Rosy de Valenzuela", i sobre el seu acompanyant que "en Tordesillas hi ha més que un bon acompanyant […] és un bon artista del piano […] ens fa esperar d'ell una figura destacada en l'art pianístic". Al pocs dies, continuant amb la seva gira, van arribar a La Corunya, on, al Teatre Rosalia de Castro, van oferir un concert el 8 de març de 1945, organitzat per la Societat Filharmònica local.
Dues temporades seguides, del 1944 al 1946, va representar a Susanna en Les noces de Fígaro al Gran Teatre del Liceu de Barcelona, sota la direcció de Napoleone Annovazzi i juntament amb Victòria dels Àngels, l'any 1944 en el debut de la soprano barcelonina al teatre de La Rambla amb Raimon Torres i Augusto Beuf. Va tornar a actuar auspiciada per l'Associació Musical de Sant Sebastià el 7 de gener de 1946. A partir d'aquest moment desapareixen les referències en hemeroteques espanyoles a la figura de Rosy de Valenzuela, coincidint amb el seu matrimoni amb el pianista José Cecilia.
Això no obstant, el 5 d'agost de 1947 arribaven tots dos a Nova York a bord del vaixell Marqués de Comillas de la Companyia Trastlàntica Espanyola. Tots dos figuraven a la declaració d'arribada com a solters i amb un termini màxim de deu dies d'estada a la ciutat. L'any 1949, en una altra declaració d'arribada als EUA, apareixen tots tres amb destinació al Teatre Biltmore de Los Angeles, on en aquella època es representava un "Festival Espanyol".
Durant bastants anys Valenzuela i Tordesillas van fer gires per Amèrica del Sud. El 5 de juny de 1954 va oferir un recital a l'Ateneu de Madrid sempre amb Tordesillas al piano. El 1955 el compositor salmantí Gerardo Gombau li va dedicar dues cançons amb lletra de Gerardo Diego: Romance del Duero i Calatañazor. El 1956 amb el segell Columbia va publicar el disc de nadales Canta Rosy de Valenzuela. També hi ha un altre vinil anomenat Rosy de Valenzuela.
Aquell any de 1956 el matrimoni va oferir un concert a Lleida, organitzat per l'Associació de la Música de la ciutat. El 21 d'abril de 1957 va participar a Madrid, al Teatro Albéniz, en l'estrena de l'opereta Río Magdalena, amb música de Manuel Parada sobre un llibret d'Alfonso Paso, amb Luisa de Córdoba com a protagonista.
El 1958 va treure el disc Concierto de villancicos y nanas hispanoamericanas. El 4 d'abril de 1959 va fer un recital de cant a l'Institut Murillo (Sevilla), acompanyada novament al piano pel seu espòs, i ho van repetir pocs dies després a la càtedra Manuel de Falla de Granada.
L'última data que se'n té informació és el 19 de desembre de 1959, quan va cantar al Teatro Guimerà de Santa Cruz de Tenerife juntament amb Tordesillas i amb la col·laboració de la Coral Clàssica de Santa Cruz de Tenerife.
El seu marit, José Cecilia Tordesillas, nascut el 1922, va morir l'any 2003. Era nebot de l'actor Jesús Tordesillas Fernández.